# Magda van Tilburg
Magda van Tilburg (Amsterdam, 26 juni 1954) is een Nederlandse illustratrice en grafisch ontwerper.

## Levensloop

### Opleidingen
Van Tilburg behaalde in 1978 cum laude haar kandidaats klassieke taal- en letterkunde aan de Universiteit van Amsterdam. In 1984 studeerde ze aan de Rietveld Academie af als illustrator, geïnspireerd door leraren als Thé Tjong-Khing, Waldemar Post, Leo Schatz, Jan Elburg, Rik van Bentum en Carl Hollander.

### Werk
Gedurende beide studies (1972-1984) ontwierp zij de serie Classica Signa: 9 stripdeeltjes (zwart/wit) met verhalen uit de klassieke oudheid in de originele Latijnse en oud-Griekse teksten (Homerus, Euripides, Ovidius, Vergilius, Plautus, Herodotus, gepubliceerd door uitgeverij Panholzer, Amsterdam.
Het deel Dido et Aeneas was te zien op de expositie ‘Virgil across 2000 years’ in het British Museum te Londen, van september 1982 tot februari 1983. In 1998 werd Dido et Aeneas getoond en geanalyseerd door Prof. Suerbaum in zijn expositie ‘Vergil Visuell’ op de Ludwig Maximilians-Universiteit, München.
Remakes (full color/digitaal) van drie delen Classica Signa (2007-2009) zijn gepubliceerd door uitgeverij C.C. Buchner, Duitsland: Dido et Aeneas van Vergilius, Phaethon van Ovidius, komedie Curculio van Plautus. Deze nieuwe serie is hernoemd tot Antiqua Signa.
In 2013 lanceerde Van Tilburg ter leesbevordering een non-profit voorlees-/verhalensite booxalive.nl met daarop digitale prentenboeken door diverse auteurs. Van haar eigen hand staan er op de site onder andere drie delen Antiqua Signa met haar Nederlandse vertaling erbij.
Van Tilburg illustreerde onder andere de volgende verhalen en boeken:
- 1984 - Marjolijntje Harlekijntje - Anne Takens verhalenserie in kinderblad Bobo
- 1985 - Klein maar sterk - Marion Bloem , uitgeverij Zwijsen Sinds 2014 als digitaal prentenboek op booxalive.nl
- 1989 - Weet je nog, die baby ben jij - Hannemieke Stamperius, uitgeverij Van Goor
- 1989 - The Tunnel Party - J. Gathorne Hardy, Walker Books Londen coproductie uitgeverij Ploegsma Amsterdam als Het Grote Feest
- 1991 - Niet uitlachen! – Anne Provoost, uitgeverij Zwijsen
- 1991 - Opgelet! Winkelpret - eigen prentenboek, uitgeverij Ploegsma Sinds 2013 als digitaal prentenboek op booxalive.nl
- 1990-1995 - Nik en Laura, achtdelige prentenboekenserie - Marion van de Coolwijk, uitgeverij Kluitman
- 1991 - Spoken bestaan wel – Annet van Battum, uitgeverij Zwijsen; ontving Kinderboekenprijs ‘Pluim van de Maand’
- 1992 - Daar zijn draken! – Els Pelgrom, uitgeverij Zwijsen
- 1994 - De liefste opa van het land – Anne Takens
- 1994 - vier Piccolo prentenboekjes, twee over Kerstmis en twee over Sinterklaas, uitgeverij Van Goor Sinds 2013 als digitale prentenboeken booxalive.nl
- 1995-1997 - driedelige kinderdetectiveserie Mentha Minnema, uitgeverij Kok
- 1997 - Het geheim van Luuk – Anne Takens, uitgeverij Bekadidact
- 1998 - Bloed op de stoep – Anne Takens, uitgeverij Bekadidact
- 2000 - Net een droom – Anne Takens, uitgeverij Maretak
- 1997-2009 - achtdelige serie Koosje - Vrouwke Klapwijk, uitgeverij Callenbach
- 1997 - Magic Dad - Alison Prince, Piccadilly Press London
- 2002 - Koosje bouwt een vlot ontvangt de Eigenwijsprijs
- 2004 - Het geheim van Nessie, Drukkerij van Eck/Oosterink Sinds 2013 als digitaal prentenboek booxalive.nl
- 2005 - Trammelant in de tuin – Mirte Jevcevar, uitgeverij Kosmos
- 2008 - febr/mrt – Latijn voor beginners, dagelijkse stripcolumn in de Volkskrant
- 2010-2012 - driedelige jeugdserie De Emeraldo's - Margriet de Graaf, uitgeverij Den Hertog
- 2012 - In de hoofdrol – Margriet Cobben, uitgeverij Delubas
- 2013 - Lancering online prentenboekencollectief Booxalive
- 2013 - Kunnen kabouters vliegen? – digitaal prentenboek verschenen op booxalive.nl